# Welle-Nabe-Verbindung

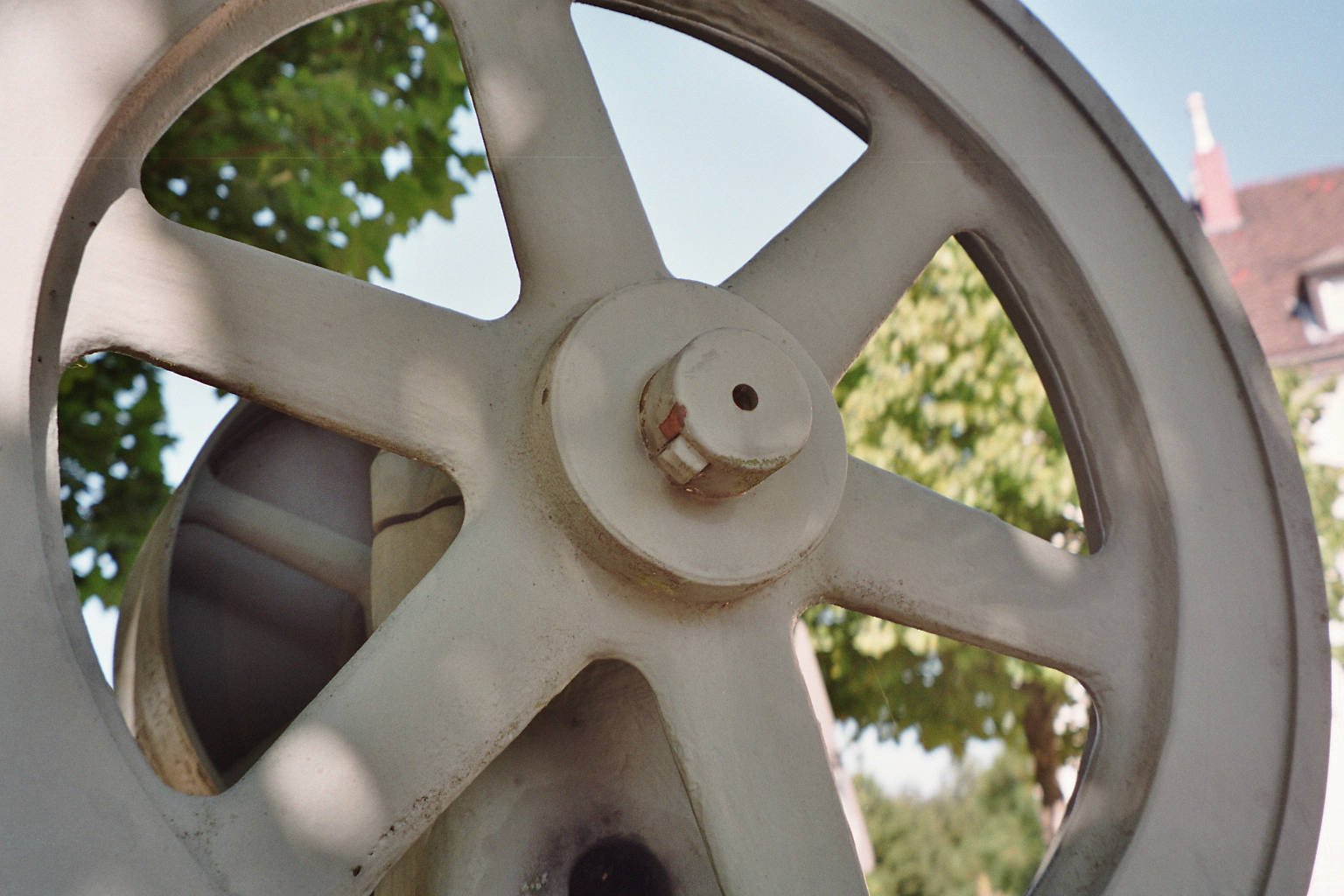
Eine Welle-Nabe-Verbindung mit einem Keil

Welle-Nabe-Verbindungen sind im Maschinenbau zumeist standardisierte Verbindungsarten, um Drehmomente und Leistungen von einer Welle oder einem Zapfen auf eine rotierende Nabe zu übertragen (oder umgekehrt von einer Nabe auf eine Welle).
Sie übertragen aber auch Axialkräfte, Querkräfte und Biegemomente, welche an Nabenrädern, etwa an Zahnrädern (z. B. durch Schrägverzahnungen), Riemenscheiben oder dergleichen entstehen.

## Unterteilung

### Nach Art der Kraftübertragung
Welle-Nabe-Verbindungen können nach Art der Kraftübertragung unterteilt werden in :
1. Kraftschlüssige Verbindungen (Reibschluss): Die Kraftübertragung zwischen Welle und Nabe erfolgt durch Reibungswiderstand, der durch Presspassungen erfolgt, oder durch besondere Spannelemente wie zum Beispiel Klemmnaben oder Schrumpfscheiben, beide mit konischen Elementen;
2. Formschlüssige Verbindungen, bei denen über eine bestimmte Formgebung, z. B. Keilwellenprofil, Polygonprofil (siehe auch Polygonverbindung), Zahnwellenprofil und Kerbverzahnung oder zusätzliche Mitnehmerelemente (Passfeder) die Kraftübertragung erreicht wird. Man unterscheidet hier auch zwischen mittelbarem und unmittelbarem Formschluss;
3. Vorgespannte formschlüssige Verbindungen: Diese Kombination der beiden zuvor genannten Schlussarten entsteht u. a. beim Einsatz von Keilen;
4. Stoffschlüssige Verbindungen, z. B. durch Kleben, Löten oder Schweißen.

### Nach Beanspruchungs- und Bewegungsanforderung
Zusätzlich ist auch eine Unterscheidung nach Beanspruchungs- und Bewegungsanforderung möglich:
1. Kleine Drehmomente: Klemmverbindung, Spannhülse, Querstift, Scheibenfeder;
2. Große und wechselseitige Drehmomente: Pressverband und Ölpressverband (Pressfügen), Ringfeder-Spannelement wie z. B. Spannsatz oder Taper-Buchse

## Formschlüssige Welle-Nabe-Verbindungen
Formschlüssige Welle-Nabe-Verbindungen (WNV) können weiterhin unterschieden werden in:
- unmittelbare Drehmomentübertragung (Drehmoment wird direkt übertragen, z. B. Keilwellen, Klemmsitz-Baugruppen),
- mittelbare Drehmomentübertragung (Drehmoment wird über Zwischenglieder übertragen, z. B. Passfedern).

Formschlüssige WNV unterliegen einer Flächenpressung {\displaystyle p\leq p_{\text{zul}}} am Umfang, welche wie folgt berechnet werden kann:
{\displaystyle p={\frac {T\cdot K_{A}\cdot K_{e\beta }\cdot K_{1}}{z\cdot h_{w}\cdot r_{w}\cdot l}}}
mit
{\displaystyle T\colon } Nenndrehmoment
{\displaystyle K_{A}\colon } Anwendungsfaktor/Stoßfaktor
{\displaystyle K_{e\beta }\colon } ungleichmäßige Lastverteilung auf die Zähne
{\displaystyle K_{1}\colon } ungleichmäßige Lastverteilung über die Länge
{\displaystyle z\colon } Anzahl der Mitnehmer
{\displaystyle h_{w}\colon } tragende Höhe der Mitnehmer
{\displaystyle l\colon } tragende Länge
{\displaystyle p_{\text{zul}}\colon } Festigkeit des schwächsten Werkstoffes
{\displaystyle r_{w}\colon } Profilmittenradius bei Keil- und Kerbzahnwellen